# Holenacker
Holenacker (auch: Holenacher) ist ein Quartier der Stadt Bern. Es gehört zu den 2011 bernweit festgelegten 114 gebräuchlichen Quartieren und liegt im Stadtteil VI Bümpliz-Oberbottigen, dort im statistischen Bezirk Bethlehem. Es grenzt an die Bethlehemer Quartiere Brünnen, Gäbelbach, Eichholz, Ackerli und Tscharnergut.
Im Jahr 2022 betrug die Wohnbevölkerung 1128 Personen, davon 742 Schweizer und 386 Ausländer.
Holenacker ist vor allem eine Hochhaussiedlung und war für längere Zeit die letzte, die im Berner Westen gebaut wurde.

## Geschichte
Gedacht war die Überbauung Holenacker als Auftakt eines neuen Stadtteils Bern-Brünnen, in dem Wohnraum für über 20'000 Einwohner vorgesehen war. Sie setzte den Hochhausbau von Gäbelbach fort. Die Ölkrise von 1973 führte in der Planungsphase zu einer Redimensionierung. Der Baubeginn erfolgte 1979, Architekten waren Hans und Gret Reinhard, Ehrenberg-Kernen-Schwab, Helfer Architekten AG, Lutstorf & Hans. Die Bauherrschaft hatten die Familienbaugenossenschaft Fambau, die Pensionskassen der Hasler AG und der Marti AG sowie Promet AG inne.
Ziel der Architektengemeinschaft war es, ein Wachstum der Städte ins Uferlose und Monotonie zu vermeiden, grosse zusammenhängende Grünflächen zu erhalten, die Wohnblöcke mit ihrem Angebot an Gemeinschaftseinrichtungen als sinnvolle Einheiten zu verstehen und die Erschliessungskosten gering zu halten. Das Quartier steht in der städtebaulichen Tradition des CIAM (Congrès Internationaux d’Architecture Moderne) sowie der Architekturkonzeption des Bauhauses.
Die Hochhäuser wurden 1986 fertiggestellt und waren für längere Zeit die letzten Neubauten dieser Art in Bern. Der Grund dafür war, dass ab den 1970er Jahren das Wohnhochhaus zunehmend als menschenunwürdig galt – obwohl eine abwechslungsreiche und gefällige Gestaltung der Häuser und der Gartenumgebung dem Vorwurf der Monotonie entgegentrat. Das Quartier sei inzwischen eine Art Open-Air-Architekturmuseum zur Siedlungsgeschichte der Nachkriegszeit und des wirtschaftlichen und gesellschaftlichen Wandels sowie verschiedener Architekturströmungen geworden, hiess es 2018 in einem Baublatt-Beitrag.
Gegenwärtig werden einige Hochhäuser umfassend saniert. 46 Wohnungen wurden bereits bei der Planung behinderten- und altersgerecht ausgestattet.

## Gewerbe
Die Band-Genossenschaft mit einem von drei Berner Standorten in Holenacker bietet geschützte Arbeitsplätze für die Eingliederung von Menschen, die wegen Krankheit, Unfall oder Arbeitslosigkeit Neuorientierung oder Unterstützung beim Wiedereinstieg in den Beruf suchen.

## Kultur und Bildung
Der Sportplatz Holenacker besteht aus zwei Naturrasenfeldern und einem Sandplatz. Im Freizeithaus können Räume für verschiedene Veranstaltungen gemietet werden.
Schulen befinden sich in Brünnen und Gäbelbach, Holenacker hat eine Kindertagesstätte (30 Plätze, bis 6 Jahre) und eine «Tagi» zur Betreuung von 19 Schulkindern mit den Schwerpunkten soziale Integration und Sprachförderung.
Die Pfimi Bern, eine Freikirche der Schweizerischen Pfingstmission, hat in Holenacker ihr Gemeindezentrum.

## Verkehr

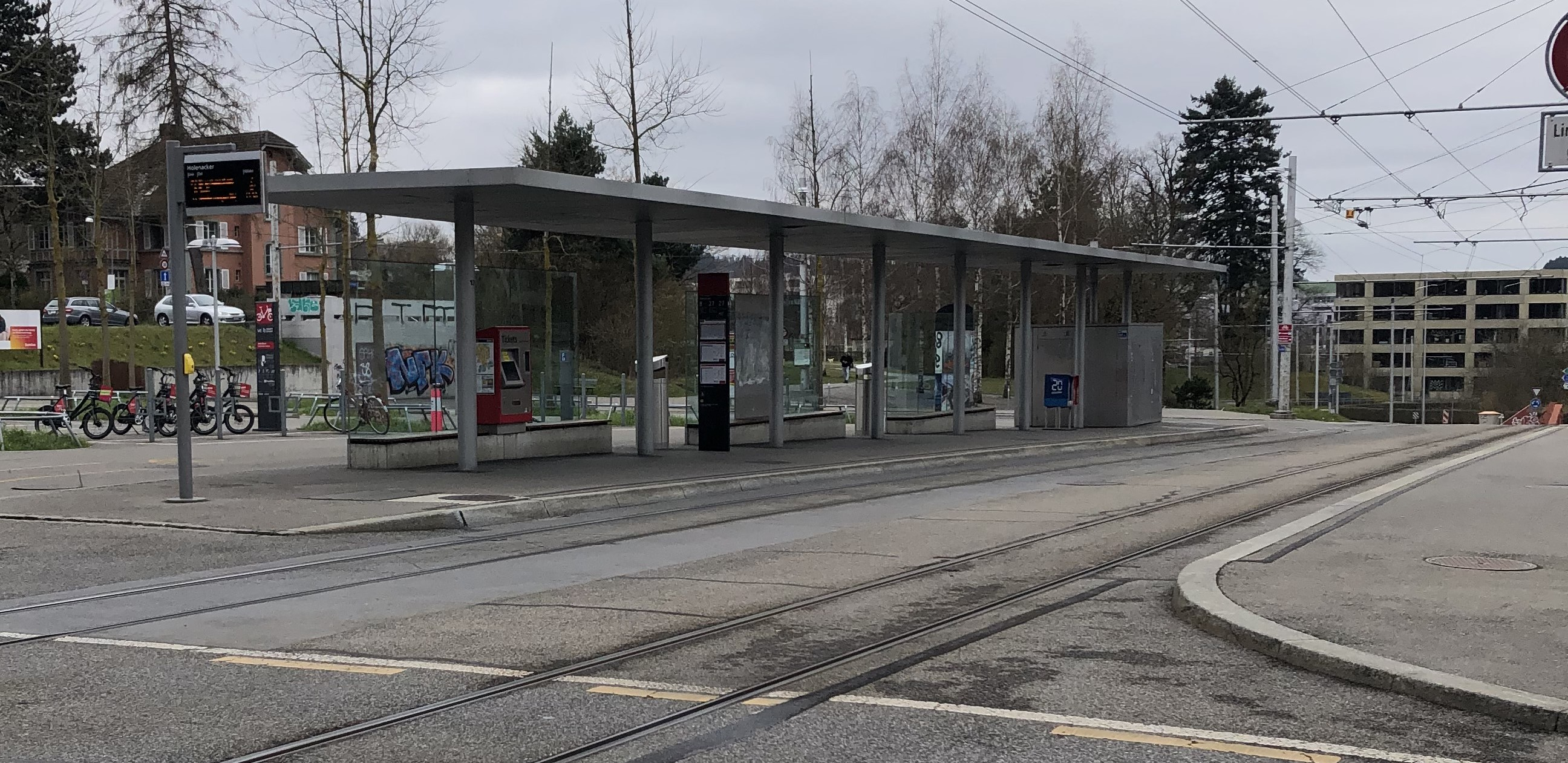
Haltestelle Holenacker

Die Strassenbahnlinie 8 verkehrt von der Station Holenacker über das Zentrum von Bern nach Saali bzw. zum Bahnhof Bern Westside. Darüber hinaus steht die gute Verkehrsanbindung des Nachbarquartiers Bern-Brünnen zur Verfügung. Die Hauptstrassen 1 und 10 (gemeinsamer Verlauf) bilden die nördliche Grenze.